# Guerra Germano-Polonesa (1002–18)
A Guerra Germano-Polonesa que ocorreu de 1002 a 1018 consistiu em uma série de lutas entre o rei otoniano Henrique II da Germânia (Sacro Imperador Romano de 1014) e o governante polonês Piast Bolesłau I, o Bravo. O foco do conflito era o controle de Lusácia, Alta Lusácia, além de Boêmia, Morávia e Eslováquia. A luta terminou com a Paz de Báutzem em 1018, que deixou Lusácia e a Alta Lusácia como feudo na dinastia Piast, e a Boêmia tornou-se um ducado no Sacro Império Romano.

## Antes do Conflito
Os seguidores do falecido Eckard e seus filhos Herman e Eckard II buscaram apoio de Bolesław. O próprio governante Piast se referiu ao seu casamento anterior com uma filha do margrave falecido Rikdag e seu casamento atual com Emnilda, filha de um príncipe Lutici, a fim de expandir sua influência para as marchas lusaciana e Meissen além da fronteira polonesa. O rei Henrique, por sua vez, renovou sua comunhão bávara com os governantes Přemyslid da Boêmia, antigos inimigos da dinastia Piast polonesa.

## Conflito
O conflito armado pode ser dividido em três fases.
Em julho de 1002, Bolesław procedeu a um conselho com o rei Henrique no Kaiserpfalz de Merseburg, na Saxônia, para deliberar sobre a fraude de Meissen. Como suas reivindicações foram rejeitadas, ele deixou a corte real com decepção. Além disso, foi feita uma tentativa na vida de Boleslaw, da qual ele escapou apenas com a ajuda do duque Bernard da Saxônia, do margrave Nordgau Henry de Schweinfurt e de vários amigos alemães. Embora não se saiba ao certo se o ataque foi ordenado por Henry e o cronista contemporâneo Thietmar de Merseburg negou qualquer cumplicidade, Bolesław acreditava que esse era o caso. De qualquer forma, Henry não o protegeu, nem puniu os agressores.
Bolesław começou a briga quando teve o castelo de Strehla na Margraviate de Meissen em chamas no seu caminho de volta para a Polônia. O conflito começou no final de 1002, pelo qual o governante polonês pôde contar com o apoio de Margrave Henry, de Schweinfurt, cujas expectativas de se tornar duque da Baviera haviam sido decepcionadas por Henry. O rei alemão antagonizou ainda mais a nobreza saxônica, quando forjou uma aliança com as tribos pagãs Luitici contra o reino cristão polonês na Páscoa 1003 em Quedlinburg. Por sua vez, Henry mandou prender Margrave Gunzelin, de Meissen, irmão de Eckard, e alcançou o compromisso de vários bispos saxões.
Depois que Bolesław invadiu a Boêmia para depor o duque Boleslaus III, ele foi combatido tanto pela nobreza boêmia quanto pelo irmão de Boleslaus, Jaromír, ao lado do rei alemão. Os combates não pararam até que Henry, com apoio de Bohemian e Lutici, lançou uma campanha em Poznań, onde a paz foi concluída. Como resultado, Bolesław, diferentemente de seu aliado Henrique de Schweinfurt, se recusou a se submeter ao rei Henrique, mas teve que desistir de suas conquistas anteriores em Lusatia e Meissen.

### 1007-1013
Em 1007, Bolesław, possivelmente antecipando um ataque de Henry, marchou novamente contra as tribos Luitici. Sua campanha levou-o até os portões de Magdeburgo e ele recuperou o controle do leste de Lusatia e Meissen. Depois de várias campanhas mal sucedidas do rei alemão a partir de 1010, outra paz foi acordada em Merseburg em 1013. Desta vez, Bolesław manteve as terras do leste de Lusatia e Milceni em torno de Bautzen como feudos imperiais. Ele também recebeu ajuda militar de Henry por sua intervenção na crise da sucessão em Kiev. Em troca, Bolesław fez um juramento de lealdade, prometeu apoiar a candidatura de Henrique pela coroa do Sacro Imperador Romano e ajudá-lo em suas campanhas italianas. Para confirmar a aliança, o filho de Bolesław, Mieszko II Lambert, casou-se com a nobre alemã Richeza de Lotharingia, um parente distante do rei Henrique.

### 1015-1018
Depois de Merseburg, Bolesław se envolveu na crise da sucessão em Kiev, apoiando seu genro Sviatopolk I contra o candidato de Henry Yaroslav, o Sábio. Assim, ele falhou em apoiar Henrique na Itália e também se recusou a reconhecer Meissen e Lusatia como feudos; ele acreditava que os mantinha independentes do Império. Para reforçar a submissão de Bolesław, Henry fez seu filho Mieszko II ser refém e não o libertou até 1014, após pressão dos nobres saxões.
Bolesław sempre se recusou a comparecer perante o rei alemão. Como resultado, em 1015, Henry, apoiado por seus aliados pagãos liuticianos, lançou outra expedição armada contra ele. Ele tentou atravessar a Grande Polônia, mas foi parado pelas tropas de Bolesław em Krosno, no rio Oder. Em 1017, Henry renovou sua campanha, enquanto Yaroslav atacou a Polônia pelo lado oriental. As tropas do imperador sitiaram Niemcza na Silésia, no entanto, com a ajuda de reforços externos, a cidade resistiu e Henry foi finalmente forçado a recuar. A guerra se espalhou para a Boêmia, onde as forças de Mieszko devastaram as terras e, enquanto Bolesław novamente perdeu o controle sobre Kiev, os esforços de paz foram retomados pela nobreza saxônica.

## Paz de Bautzen
Em janeiro de 1018, o arcebispo Gero de Magdeburgo, o bispo Arnulf de Halberstadt, o margrave Herman de Meissen, o margrave de Wettin Theodoric II de Lusatia e as ministeriais de Henry declararam a Paz de Bautzen, que deixou Lusatia oriental e as terras Milceni (mais tarde Alta Lusatia) com Bolesław. A crônica contemporânea de Thietmar de Merseburg não fornece detalhes do tratado. Os historiadores diferiram em sua interpretação se estes foram concedidos a Boleslaw como feudos imperiais, ou se ele os mantinha com total soberania. Imperador Henrique   II não renovou as campanhas contra Bolesław a partir de então e a paz foi confirmada pelo casamento de Bolesław com Oda of Meissen, filha de Margrave Eckard   EU.